# Biancamano
Biancamano S.p.A. è una società per azioni italiana che è a capo di un gruppo attivo nel settore dell'igiene ambientale, provvedendo alla raccolta, allo stoccaggio e allo smaltimento dei rifiuti.
È quotata alla Borsa di Milano, nell'indice FTSE Italia Small Cap.

## Storia
Biancamano nasce il 24 febbraio 2004 per mano dei fratelli savonesi Pier Paolo e Giovanni Battista Pizzimbone, e il 1º luglio dello stesso anno acquisisce, tramite Ambiente Holding S.r.l., il 98.26% della società Aimeri Ambiente S.r.l.. Il 19 luglio acquista la società Ponticelli S.r.l. che andrà a costituire con Aimeri Ambiente il gruppo Biancamano. Nel 2007 si quota in Borsa, inizialmente nel segmento Expandi. Dal settembre 2010 è nel segmento Star.
Nel 2018 Pier Paolo Pizzimbone, per un certo periodo vicepresidente della società per poi dedicarsi alla politica (segretario di Savona di Fratelli d'Italia e deputato del Parlamento per il Popolo della Libertà, è arrestato per l'accusa di estorsione in una vicenda di rifiuti nel savonese.
Nell'aprile 2020 Giovanni Battista Pizzimbone, a cui fa capo circa il 50% del capitale, si dimette dalla presidenza della società. Due mesi più tardi, in giugno, si dimette anche l'amministratore delegato, Paola Petrone, per "diversità di vedute" con il vertice dell'azienda.
L'8 marzo 2021 la società ha chiesto l'amministrazione straordinaria mentre la Procura di Milano è per l'insolvenza; il titolo è stato sospeso in Borsa. Il 5 maggio 2022 viene arrestato Giovanni Battista Pizzimbone per bancarotta ed insider trading.

## Azionariato
L'azionariato comunicato alla Consob è il seguente:
- Biancamano Holding S.A.: 50,294%
- Giuseppe Brivio: 2.941%[6]
- Azioni proprie: 3,824%[6]
- Altri azionisti: 42,941%[6]

## Partecipazioni
- Aimeri Ambiente S.r.l. - 99.99%
  - Aimeri Ecologic S.r.l. - 50%
- Ponticelli S.r.l. - 95%
  - Eco Imperia S.p.A. - 49%

## Dati societari
- Ragione sociale: Biancamano S.p.A.
- Sede legale: Strada 4, Palazzo Q6, Milanofiori - 20089 Rozzano (MI),
- Capitale sociale: 1.700.000 euro
- Codice fiscale, Partita IVA e Iscrizione al Registro delle Imprese di Milano: 01362020081

## Fonti
- Prospetto informativo relativo all'OPS sulle azioni Biancamano.
- Bilancio Gruppo Biancamano al 31.12.08 (PDF) [collegamento interrotto], su gruppobiancamano.it.
- Bilancio Biancamano S.p.A. al 31.12.08 (PDF) [collegamento interrotto], su gruppobiancamano.it.
- http://www.consob.it/
- http://www.borsaitaliana.it